# Sympherta kasparyani
Sympherta kasparyani là một loài tò vò trong họ Ichneumonidae.